# Cesare Lovati
Cesare Lovati, né le 25 décembre 1891 à Buenos Aires en Argentine et mort le 22 juillet 1961 à Varèse en Italie, est un footballeur international italien d'origine argentine. Il évoluait au poste de milieu de terrain avant de devenir entraîneur. Il représente l'Équipe d'Italie de football aux Jeux olympiques d'été de 1920.

## Biographie
Cesare Lovati reçoit six sélections en équipe d'Italie. Il joue son premier match le 18 janvier 1920, en amical contre l'équipe de France (victoire 9-4). Il joue son dernier match le 6 mars 1921, en amical contre la Suisse (victoire 2-1).
En août 1920, il joue deux matchs lors des Jeux olympiques organisés en Belgique.